# Wypadek w elektrowni jądrowej Monju
Wyciek sodu w elektrowni jądrowej Monju – anomalia w działaniu japońskiej eksperymentalnej elektrowni jądrowej Monju, która miała miejsce 8 grudnia 1995.
W wyniku uszkodzenia termopary w rurociągu z ciekłym sodem, około 2-3 ton ciekłego metalu wypłynęło na podłogę jednego z pomieszczeń bloku elektrowni. Niegroźna awaria, sklasyfikowana jako anomalia według skali INES, spowodowała jednak poważne konsekwencje dla japońskiego programu budowy reaktorów prędkich i wyłączenie elektrowni Monju na 15 lat. Było to spowodowane szeroko zakrojonymi działaniami na rzecz zwiększenia bezpieczeństwa elektrowni, m.in. sprawdzeniem wszystkich jej elementów, wdrożeniem nowych przepisów dotyczących zagrożeń sejsmicznych, ale przede wszystkim koniecznością odzyskania nadwerężonego zaufania okolicznych mieszkańców, zagrażającego rozwojowi reaktorów powielających w Japonii. Zaufanie to zostało podważone poprzez zatajanie informacji przez producenta reaktora, firmę Power Reactor and Nuclear Fuel Development, oraz celową dezinformację i niedoinformowanie o sytuacji w elektrowni.
Japońska Agencja Energii Atomowej odbyła ponad 1000 spotkań z przedstawicielami społeczności lokalnych. Ponad 40 000 mieszkańców odbyło wycieczki po elektrowni.

## Przebieg
Po planowym wyłączeniu reaktora wznowiono jego pracę 6 grudnia 1995. 8 grudnia o godz. 19.47, w trakcie podnoszenia generowanej mocy elektrycznej w ramach testów (do poziomu 40% nominalnej mocy elektrycznej), rozległ się alarm przekroczenia temperatury na wylocie pośredniego wymiennika ciepła (Intermediate Heat Exchanger) pętli C wtórnego obiegu chłodzenia. Zaraz potem włączył się alarm pożarowy (detektor dymu) związany z tym samym miejscem. Po nim załączył się alarm wycieku sodu, wskazujący na wyciek w pomieszczeniu orurowania pętli C wtórnego obiegu chłodzenia.
Po otworzeniu drzwi do pomieszczenia potwierdzono zadymienie. Operatorzy stwierdzili wyciek sodu i zdecydowali się wyłączenie elektrowni w normalnym trybie, co było postępowaniem odpowiednim w przypadku stwierdzenia małego wycieku. Wyłączanie reaktora rozpoczęto o 20.00. Sytuacja w pomieszczeniu orurowania pętli C wtórnego obiegu chłodzenia została skontrolowana ponownie o 20.50. Stwierdzono wtedy większą niż poprzednio ilość białego dymu.
O 21.15 ustało wytwarzanie energii elektrycznej, a ręczne wyłączenie reaktora nastąpiło o 21.20. Zaraz potem nastąpiło schładzanie reaktora za pomocą układu wspomagania chłodzenia (Auxiliary Cooling System) na wszystkich trzech pętlach wtórnego obiegu chłodzenia.
Aby powstrzymać wyciek, o 22.40 rozpoczęto wypompowywanie sodu z pętli dotkniętej awarią. Dmuchawy systemu wentylowania pętli C zostały automatycznie wyłączone o 23.13, z powodu zalegania sodu w parowniku. Pętla została opróżniona 9 grudnia o 00.15. Następnie opróżniono skojarzoną z nią pętlę C pierwotnego obiegu chłodzenia. Pozostałe ciepło powyłączeniowe było odprowadzane z rdzenia reaktora pozostałymi dwiema parami pętli chłodzących i ich układami wspomagania, pracując przy minimalnym przepływie chłodziwa.
Ponieważ awaria dotyczyła obiegu wtórnego, zdarzenie nie wiązało się z uwolnieniem substancji promieniotwórczych.

## Działania po awarii
Inspekcja pomieszczenia orurowania pętli C wtórnego obiegu chłodzenia przeprowadzona 10 grudnia potwierdziła zaleganie zastygłego sodu w pobliżu studni termopary przy wylocie z IHX. Stwierdzono, że miejscem wycieku była właśnie studnia termopary. Na stalowej wykładzinie (6 mm grubości) podłogi zastygły sód uformował się półkoliście (3 m na 30 cm, ok. 1 m³ objętości). Niewielkie ilości sodu znalazły się też na wsporniku rury pętli, innych częściach podłogi i ścianach. Jednymi widocznymi uszkodzeniami były stopiony kanał wentylacyjny i podłoga wiszącego chodnika – sód kapał mniej więcej w połowie szerokości każdego z nich. Związki sodu z wycieku znaleziono jeszcze na podłodze pomieszczenia generatora pary, połączonego z pomieszczeniem orurowania, i w przyległych przejściach.
Od 14 grudnia trwały prace nad usunięciem zalegającego sodu. Między 4 a 8 stycznia usunięto 3-metrowy odcinek kanału wentylacyjnego, aby poprawić dostęp do miejsca wycieku.

### Komisje wypadkowe
Dostawca reaktora, PNC, wraz z Biurem Bezpieczeństwa Jądrowego (NSB) Agencji Nauki i Technologii (STA) powołał grupę roboczą mającą ustalić przyczyny wypadku, oraz ustalić środki i działania zapobiegające jego powtórzeniu się. Druga komisja wypadkowa powstała z ramienia Komisji Bezpieczeństwa Jądrowego (NSC), z ramienia Podkomitetu Badań i Rozwoju Reaktorów Komitetu Rewizji Bezpieczeństwa Reaktorów. Miał się on zając nie tylko technicznymi aspektami awarii, ale także rewizją dokumentacji i zarządzania informacją.

### Przyczyny
Przyczyną wycieku było uszkodzenie czujnika temperatury – termopary mierzącej temperaturę ciekłego sodu w pętli C. Całkowita długość czujnika wynosiła ok. 45 cm, z czego około 19 cm znajdowało się we wnętrzu rurociągu sodu, poprzecznie do kierunku przepływu.
7 i 8 stycznia wykonano radiogramy rurociągu w okolicach termopary, w celu stwierdzenia przyczyn, ilość pozostałych resztek sodu i stanu rurociągu. Stwierdzono brak osłony termopary we wnętrzu rurociągu oraz jej ugięcie pod kątem 45° w kierunku przepływu.
Sód znaleziono we wnętrzu termopary, a wszystkie izolacje rurociągu były nienaruszone. Potwierdzało to konstatację, że źródłem i przyczyną wycieku była uszkodzona termopara.
Między 7 a 9 lutego dokonano wycięcia uszkodzonego fragmentu rurociągu, wraz ze studnią termopary, i przekazano go do dalszych badań do Japońskiego Instytutu Badań Energii Atomowej (JAERI).
Następnie dokonano wizualnej, ultrasonograficznej i radiograficznej oceny stano wszystkich pozostałych czujników temperatury we wtórnym obiegu chłodzenia. Jako tymczasowe rozwiązanie mające zapobiec powstaniu podobnych wycieków było wzmocnienie mocowania takich czujników w pętlach A i B. Trzy pozostałe czujniki z pętli C wycięto z rurociągów do badań.
Od 26 stycznia szukano w instalacjach reaktora urwanej osłony termopary. Na początku przebadano 185 metrów rurociągu wtórnego obiegu chłodzenia i jego układu napełniania-opróżniania. 28 marca kamera CCD włożona przez wlot sodu głowicy przegrzewacza pokazał zagubioną osłonę w rozdzielniku, na szczycie przegrzewacza. Wydobyty został specjalnie skonstruowanym uchwytem 24 kwietnia.

#### Przyczyny bezpośrednie
Od połowy lutego trwały szczegółowe badania mikroskopowe i metalograficzne zebranych próbek, prowadzone przez JAERI i Narodowy Instytut Badań Metali (NRIM).
Przeprowadzone analizy i testy wibracyjne makiet pozwoliły stwierdzić, że bezpośrednią przyczyną uszkodzenia było zmęczenie materiału osłony spowodowane drganiami wywołanymi przez przepływ sodu. Po obu stronach osłony tworzyły się symetryczne wiry, doprowadzając do drgania osłony. Dalsze badania i analiza dotychczasowej praktyki użytkowania, potwierdzone pełnowymiarowymi eksperymentami w wodzie, pozwoliły wydedukować, że do naruszenia osłony doszło w pierwszej fazie użytkowania rurociągu ze 100% nominalnego przepływu. Następnie uszkodzenia powiększały się, a na etapie użytkowania z 40% nominalnego przepływu, doszło do ostatecznego uszkodzenia.
Źródło problemu stwierdzono w projekcie studni termopary. Projektanci zastosowali regułę Amerykańskiego Towarzystwa Inżynierów Mechaniki (ASME) nr PTC 19.3, która jednak przewidywała kształt tuby o innej geometrii. W wyniku tego powstały wibracje rezonansowe w kierunku przepływu cieczy. Co więcej, mimo że była do tego okazja, PNC i wykonawcy nie wzięli pod uwagę dodatku 1991 do ASME Boiler and Pressure Vessel Code, Section III, Appendix N – wówczas nowo opublikowanego nieobowiązkowego kodeksu projektowania zawierającego metody przeciwdziałania powstawania takim wibracjom w obu kierunkach.

### Stwierdzone niedociągnięcia obsługi
W zasadach postępowania pracowników w przypadku sytuacji awaryjnych stwierdzono szereg niedociągnięć:
- Ocena wielkości wycieku i ręcznego wyłączenia reaktora powinna nastąpić szybciej
- Monitorowanie elektrowni i wizualna inspekcja miejsca wycieku nie została przeprowadzona prawidłowo
- Zbyt długo zwlekano z wykonaniem decyzji o awaryjnym wyłączeniu reaktora, podjętej po drugiej inspekcji miejsca wycieku
- Brakowało instrukcji odpompowania sodu o wysokiej temperaturze
- Układ wentylacji powinien zostać wyłączony szybciej
- Wszyscy operatorzy powinni być lepiej zapoznani z wykorzystywaniem sodu

### Wnioski i działania zaradcze
9 lutego 1996 Biuro Bezpieczeństwa Jądrowego opublikowało raport wskazujący 14 punktów, pod kątem których należałoby zrewidować bezpieczeństwo zakładów jądrowych. Firma PNC ustosunkowała się do niego 27 lutego. 23 maja 1996 swój raport wydała Agencja Nauki i Technologii.
- Działania w elektrowni
  - Wymiana wszystkich podobnych czujników temperatury we wtórnym obiegu chłodzenia (WOCh)
  - Rewizja wszystkich aspektów działań ratunkowych i związanych z wyciekami pod kątem rozległych efektów pożaru sodu
  - Wyłączanie reaktora natychmiast po stwierdzeniu wycieku sodu
  - Wprowadzenie ulepszeń zwiększających szybkość opróżnienia rurociągów WOCh z sodu w wypadku wycieku
  - W instrukcji obsługi zostanie doprecyzowana klasyfikacja wielkości wycieków, odpowiedzialności operatorów i działań przez nich podejmowanych
  - Przegląd, i jeśli to konieczne, ulepszenie, systemu wentylowania, wyposażenia do detekcji wycieków sodu i pożarów
  - Montaż nowych systemów detekcyjnych w obszarze WOCh, w tym telewizji przemysłowej (CCTV)
- Raportowanie w momencie awarii
  - Z uwagi na opóźnienia w początkowym raportowaniu wystąpienia awarii, zrewidowano procedury. Po zmianach odpowiedzialna osoba w zakładzie będzie natychmiast przygotowywać wstępny raport
  - Ćwiczenia praktyczne muszą prowadzić do wyrobienia krótkich i efektywnych ścieżek przekazywania informacji
- Rewizja planu reagowania awaryjnego

Zrewidowano plany reagowania awaryjnego 46 zakładów, w tym Monju, EJ Fugen i Jōyō, pod kątem szybkości raportowania i przepływu informacji.
- Budowa „wiarygodności społecznej” i „wiarygodności technicznej”

Wypadek uwidocznił techniczne problemy związane z opanowaniem wycieku sodu i nadwerężeniem publicznego zaufania, spowodowanego zatajeniem przez PNC niektórych nagrań wideo tuż po awarii. Spowodowało to podważenie zaufania zbudowanego wokół projektu prędkich reaktorów powielających. Aby cofnąć wyrządzone szkody, PNC miał za zadanie przedsięwziąć wiele kroków mających za zadanie zwiększyć bezpieczeństwo wykorzystywania ciekłego sodu, wymienionych wcześniej. W ramach odbudowania zaufania społecznego PNC przeprowadziło zmiany w swojej polityce zarządzania kryzysowego, zmieniło system ćwiczeń dla obsługi elektrowni, ustanowiło w swojej centrali sekcję informacji społecznej (1 kwietnia), zorganizowało spotkania mediacyjne z lokalnymi mieszkańcami i zaczęło badać opinię publiczną. W każdej z japońskich elektrowni jądrowych wyznaczono osobę nadzorującą solidność, poprawność i szybkość przepływu informacji o wydarzeniach w każdej z nich.

## Ponowne włączenie
24 listopada 2000 roku Japońska Agencja Energii Atomowej ogłosiła zamiar ponownego włączenia reaktora Monju. Decyzja spotkała się z dużym sprzeciwem opinii publicznej, skończonej serią spraw sądowych. Filia Kanazwa sądu miasta Nagoja wydał decyzję o cofnięciu decyzji na budowę reaktora z 1983 roku. Ostatecznie głos zabrał japoński sąd najwyższy, który 30 maja 2005 pozwolił na wznowienie pracy elektrowni.
Restart reaktora zaplanowano na październik 2008, ale z przyczyn technicznych opóźniono go o 5 miesięcy. W lutym 2009 operację ponownie przełożono z powodu znalezienia dziur w jednym z budynków pomocniczych reaktora. Jako kolejną datę wyznaczono luty 2010. Ostatecznie, w marcu 2010, po zgodzie wyrażonej przez władze prefektury Fukui i miasta Tsuruga, o co poprosiła JAEA, przystąpiono do ponownego uruchomienia elektrowni tak, jakby była nowym obiektem.
6 maja 2010 operatorzy zaczęli wycofywać z rdzenia reaktora pręty bezpieczeństwa, hamujące reakcje jądrowe. Reaktor osiągnął stan krytyczny 8 maja o godzinie 10.36 czasu lokalnego. Pełną moc nominalną osiągnął w 2013 roku.